# Jean Carlos Vicente
Jean Carlos Vicente, meglio noto come Jean Carlos (Cornélio Procópio, 15 febbraio 1992), è un calciatore brasiliano, centrocampista del Criciúma.

## Carriera
Ha giocato nella massima serie e nella seconda divisione brasiliana.

## Palmarès

### Club

#### Competizioni statali
- Copa Paulista: 1

São Bernardo: 2013
- Campionato Goiano: 1

Goiás: 2017
- Campionato Pernambucano: 2

Náutico: 2021, 2022

#### Competizioni nazionali
- Campeonato Brasileiro Série C: 1

Náutico: 2019

#### Competizioni regionali
- Copa do Nordeste: 1

Ceará: 2023